# Matteo Bartoli
Matteo Giulio Bartoli (Labin, 22. studenog 1873. – Torino, 23. siječnja 1946.) bio je talijanski jezikoslovac. 

## Životopis
Studirao je na Sveučilištu u Beču, gdje mu je profesor bio Wilhelm Meyer-Lübke, kod kojega je i doktorirao na dalmatskome.
Bio je profesor na Sveučilištu u Torinu od 1907. do smrti. Predavao je i Antoniju Gramsciju.
Poznat je po istraživanju dalmatskog jezika u knjizi Das Dalmatische, prvom djelu koje opisuje taj danas izumrli jezik, temeljenome na Bartolijevoj doktorskoj disertaciji. To djelo je izvorno napisano na talijanskom, a kasnije je objavljen prijevod na njemački. Ipak, izvorni rad je izgubljen tako da je sačuvana samo njemačka inačica, a talijanski prijevod je objavljen tek 2000. godine. Bartoli je podatke o ovom jeziku prikupio 1897. od posljednjeg njegovog govornika Tuone Udaine Brbura koji je poginuo godinu dana kasnije.
Poznat je i po istraživanju lingvističke geografije.

## Znanstveni prinos: Četiri pravila
Bartolija su proslavila ova četiri pravila do kojih je došao proučavajući Gilliéronov Francuski lingvistički atlas.
- Pravilo izoliranog područja

Stariji jezični oblici obično se nalaze u izoliranim područjima i stoga manje izloženima trgovini i komunikacijama. Čuveni primjer je Island koji je očuvao oblik jezika veoma sličan staronorveškome. U hrvatskim govorima u Gradišću i Moliseu nalaze se oblici zabačeni u govorima u Hrvatskoj.
Primjer:
talijanski: cena [ʧena] > sardski: cena [kena]
Sardinija je izolirano područje i čuva velar /k/ i ispred /i/, odnosno /e/ (jednako kao preostatci dalmatskoga: kapula, kimak).
- Pravilo središnjeg područja

na perifernim područjima obično se čuva stariji oblik nego u središnjim zonama.
Primjer:
latinski: circus (stariji oblik) > španjolski: cerco / Rumunjski1: cerc
latinski: circulus (noviji oblik, deminutiv) > talijanski: cerchio
Hispanija Španjolska) i Dacija Rumunjska bile su rubna područja Rimskog Carstva.
- Pravilo šireg područja

Obično se na prostranijim područjima čuva starija faza od one u manjim zonama.
Primjer:
latinski: et (stariji oblik) > francuski: et / talijanski: e
latinski: sic (noviji oblik) > rumunjski: si 
To pravilo vrijedi samo ako zona nije suviše izložena.
- Pravilo kasnijeg područja

Starija faza jače teži očuvanju na područjima kamo je jezik prispio kasnije.
Primjer:
latinski: edĕre > španjolski: (comedere) > comer
U talijanskome glagol „edĕre“ (jesti) zabačen je u korist kasnolatinskoga manducare (žvakati).
latinski: manducāre > talijanski: mangiare
U Španjolsku, rubnu provinciju Rimskog Carstva, latinski je dakako stigao kasnije nego u Italiju, gdje je nastao.

## Važnija djela
- Das Dalmatische, Wien,  (1906.)
- Introduzione alla neolinguistica, Ginevra, (1925.)
- Saggi di linguistica spaziale, Torino, (1945.)
- Breviario di neolinguistica, Modena,  (1925.; zajedno s G. Bertonijem)
- Alle porte orientali d'Italia. Dialetti e lingue nella Venezia Giulia, Torino, (1945.)

## Vanjske poveznice
- L'Atlante Linguistico Talijanski (ALI)
- Istria on the Internet, Prominent Istrian: Matteo Giulio Bartoli (engleski)